# Gabriel de Mortillet
Louis Laurent Gabriel de Mortillet (Meylan, 29 agosto 1821 – Saint-Germain-en-Laye, 25 settembre 1898) è stato un archeologo, antropologo e politico francese.

## Biografia
Studiò al collegio gesuita di Chambéry e al Conservatoire de Paris. Nel 1847 divenne proprietario de La Revue indépendante, e, implicato nei moti del 1848, fu condannato a due anni di prigione. Lasciò il paese e nei quindici anni successivi visse all'estero, prevalentemente in Italia.
Nel 1858 fissò la sua attenzione sulla ricerca etnologica, facendo uno studio particolare sulle palafitte svizzere. Tornò a Parigi nel 1864, e subito dopo fu nominato curatore del museo di Saint Germain. 
Mortillet usò i tipi degli artefatti per distinguere i vari periodi e li chiamò secondo i siti (Chelléenne, Moustérienne, Solutréenne, Magdalénienne, Robenhausienne). Credeva che questi fossero delle fasi universali in quanto  sostenitore di un evoluzionismo antropologico.
Divenne sindaco di Saint-Germain-en-Laye e nel 1885 fu eletto deputato per la regione Seine-et-Oise.
Ebbe un ruolo rilevante nel rigettare la scoperta fatta da Sautuola delle pitture di Altamira come lavori originali dell'uomo del paleolitico.
Aveva nel frattempo fondato una rivista, Matériaux pour l'histoire positive et philosophique de l'homme, e assieme a Broca fu uno dei fondatori della Scuola francese di Antropologia.

## Pubblicazioni
- Le Préhistorique (1882).
- Origines de la chasse, de la pêche et de l'agriculture (1890).
- Les Nègres et la civilisation égyptienne (1884).